# 吳州 (南朝)
吳州，中国古代的州。

## 沿革
南朝梁太清三年（549年），割楊州之吳郡、武原郡置吳州，治吳郡吳縣（今江蘇省蘇州市），轄境相當於今江蘇省蘇州市到浙江省嘉興市一帶。大寶元年（550年），廢吳州，吳、武原二郡還屬楊州。
南朝陳禎明元年（587年），分吳郡、吳興郡置錢唐郡，割楊州之吳、錢唐、吳興三郡復置吳州，仍治吳縣，轄境相當於今江蘇省蘇州市與浙江省杭州市、嘉興市、嘉興市一帶。
隋朝開皇九年（589年），滅陳，廢除吳州及其領郡，其地分屬蘇州（故吳郡部分、吳興郡部分）與杭州（故錢唐郡、吳郡部分、吳興郡部分）。

## 長官
梁吳州刺史（549年－550年）
- 蕭大春（549年－550年）[3]

陳吳州刺史（587年－589年）
- 蕭瓛（587年－589年）[4]